# Kaczorek Szczęściarz
Kaczorek Szczęściarz (ang. Lucky Duck) – amerykański film animowany z 2014 roku wyreżyserowany przez Donalda Kima oraz wyprodukowany przez Nelvana Limited i Disney Junior.
Premiera filmu miała miejsce w Stanach Zjednoczonych 20 czerwca 2014 na amerykańskim Disney Junior, a dzień później 21 czerwca na kanale Disney Channel USA. W Polsce premiera filmu odbyła się 23 sierpnia 2014 na antenie Disney Junior.

## Opis fabuły
Film opisuje perypetie żółtej gumowej kaczuszki imieniem Szczęściarz oraz jego przyjaciół – hipopotamicy Wandy i żółwia Chapsa, którzy zostają rozbitkami na środku oceanu po tym, jak wiozący ich statek trafia na sztorm. Przyjaciele postanawiają wyruszyć na niesamowitą przygodę w celu odnalezienia drogi do domu.

## Obsada
- Milton Barnes – Rekin zabawka
- Christian Borle – Kaczorek Szczęściarz
- Tom Cavanagh – Chaps
- Megan Hilty – Wanda
- Gage Munroe – Daniel

## Wersja polska
Wersja polska: SDI Media Polska

Reżyseria: Marek Robaczewski

Dialogi i teksty piosenek: Elżbieta Pruśniewska i Krzysztof Pruśniewski

Kierownictwo muzyczne: Agnieszka Tomicka

Koordynacja produkcji: Ewa Krawczyk

W wersji polskiej udział wzięli:
- Krzysztof Cybiński – szary delfin
- Jakub Jankiewicz – Daniel
- Klaudiusz Kaufmann – niebieski delfin
- Aleksandra Kowalicka – turkusowy delfin
- Adam Krylik – Rekin zabawka
- Marta Kurzak – reporterka
- Grzegorz Kwiecień – Kaczorek Szczęściarz
- Bartosz Martyna – Wingo
- Artur Pontek – Żółw Chaps
- Paweł Szczesny – Bogdan Bąbel
- Jakub Szydłowski – kapitan Chyży – tata Daniela
- Beata Wyrąbkiewicz – Hipcia Wanda

W pozostałych rolach:
- Joanna Borer-Dzięgiel
- Olga Sarzyńska
- Diana Zamojska
- Agata Klimczak
- Sebastian Machalski
- Krzysztof Szczepaniak
- Piotr Piksa

Wykonanie piosenek: Grzegorz Wilk, Łukasz Talik, Marcin Jajkiewicz, Artur Pontek, Beata Wyrąbkiewicz, Adam Krylik, Jakub Jankiewicz, Małgorzata Nakonieczna
Lektor:
- Grzegorz Kwiecień (tytuł),
- Artur Kaczmarski (tyłówka)